# 佩金 (印第安納州)
佩金（英語：Perkins）是位於美國印第安納州牛頓縣的一個非建制地區。該地的面積和人口皆未知。